# История шактизма
История шактизма глубоко уходит своими корнями в индийскую преисторию. Самые ранние следы культа Деви были обнаружены в стоянках времён палеолита, возраст которых оценивается в 20 000 лет. Культ Богини-матери получил своё дальнейшее развитие в период Индской цивилизации. В ведийский период шактизм пришёл в упадок, но возродился в классический период. Первые следы шактизма в его современной форме можно обнаружить в ведийской литературе. Традиция получила своё дальнейшее развитие в древнеиндийском эпосе, достигла своего наивысшего расцвета в период Гуптов (300—700) и продолжила развиваться и распространяться в последующие века.
Самым важным текстом шактов является «Деви-махатмья», написанная около полутора тысяч лет назад. В этом тексте впервые «были собраны вместе различные мифические, культовые и теологические элементы, связанные с различными женскими божествами». Другими ключевыми писаниями традиции шактизма являются «Лалита-сахасранама», «Деви-гита», «Саундарья-лахари» Шанкары и Тантры.